# Демон Онегина
«Демон Оне́гина» — российский мюзикл на либретто Марии Ошмянской и Ирины Афанасьевой, музыку Антона Танонова и Глеба Матвейчука (с элементами музыки Петра Чайковского в обработке Антона Танонова), стихи Александра Пушкина, Андрея Пастушенко и Игоря Шевчука. Сюжет основан на романе Александра Пушкина «Евгений Онегин». Поставлен театральной компанией «Makers Lab». Премьера состоялась 1 октября 2015 года в театре «Мюзик-Холл».

## История
Успешность проката мюзикла «Мастер и Маргарита» мотивировали театральную компанию «Makers Lab» на запуск следующего проекта. Им стал мюзикл по известному роману Александра Пушкина «Евгений Онегин». Репетиции начались летом 2015 года. Постановку режиссировала Софья Стрейзанд по концепции Ирины Афанасьевой. Хореографию ставил Дмитрий Пимонов, костюмы создавали Анна Назукова и Игорь Гуляев. Музыкальный материал писался Антоном Таноновым и Глебом Матвейчуком. В партитуру Антон Танонов добавил одну тему оперы «Евгений Онегин» Петра Чайковского и тему 2-й части 5 симфонии Петра Чайковского. Декорации созданы с учётом максимального присутствия (3D). По заверению Ирины Афанасьевой, постановщики сделали акцент на эротизм, религиозность русского человека и мистицизм, о которых не принято говорить на уроках литературы при изучении романа.
Мировая премьера «Онегина» состоялась в театре «Мюзик-Холл» 1 октября 2015 года.
С октября 2016 года мюзикл идет под названием «Демон Онегина», претерпев некоторые изменения в повествовании.
С декабря 2023 по январь 2024 года, мюзикл гастролировал по городам Китая.

## Либретто
Либретто взято с официального сайта мюзикла.

### Акт I

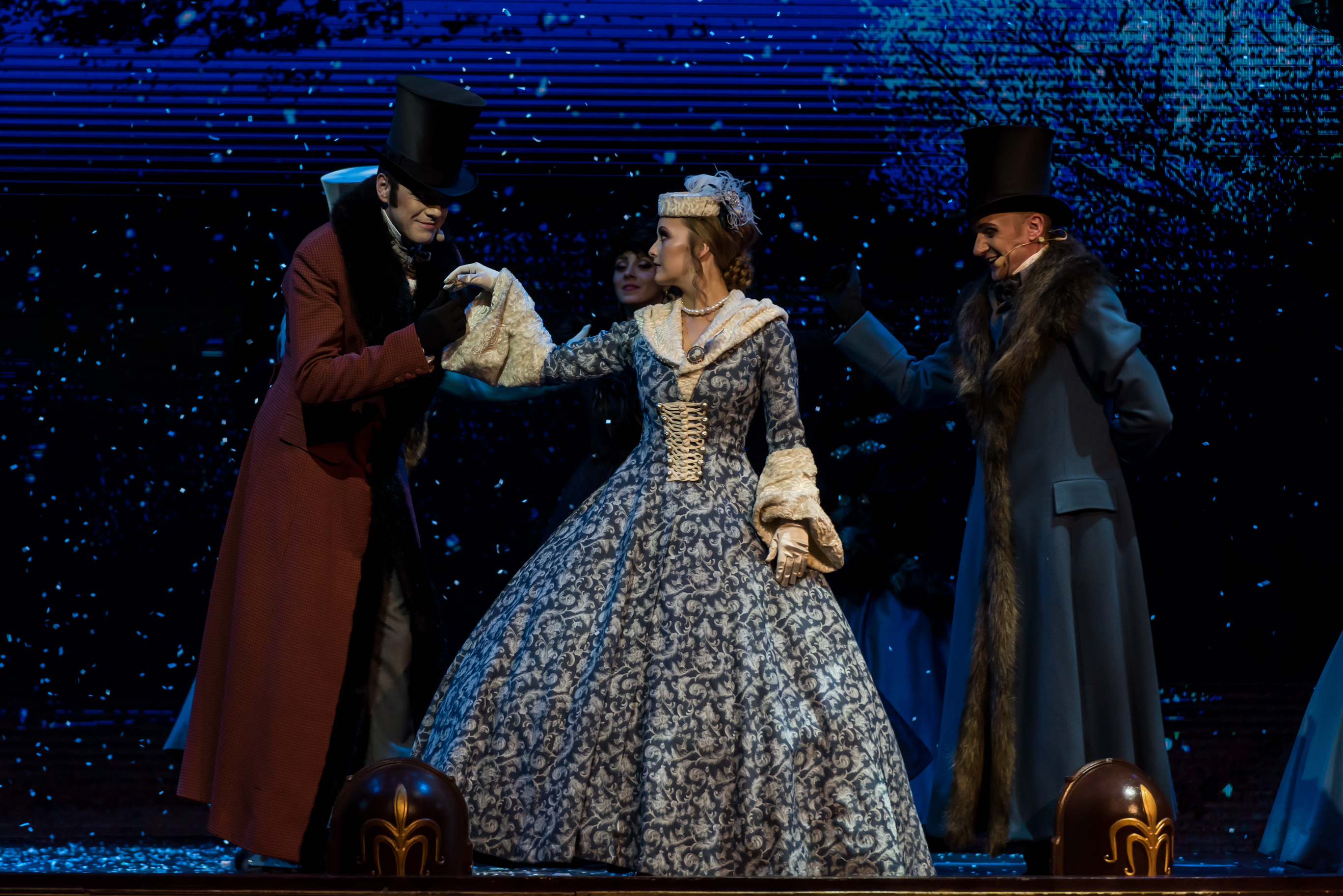

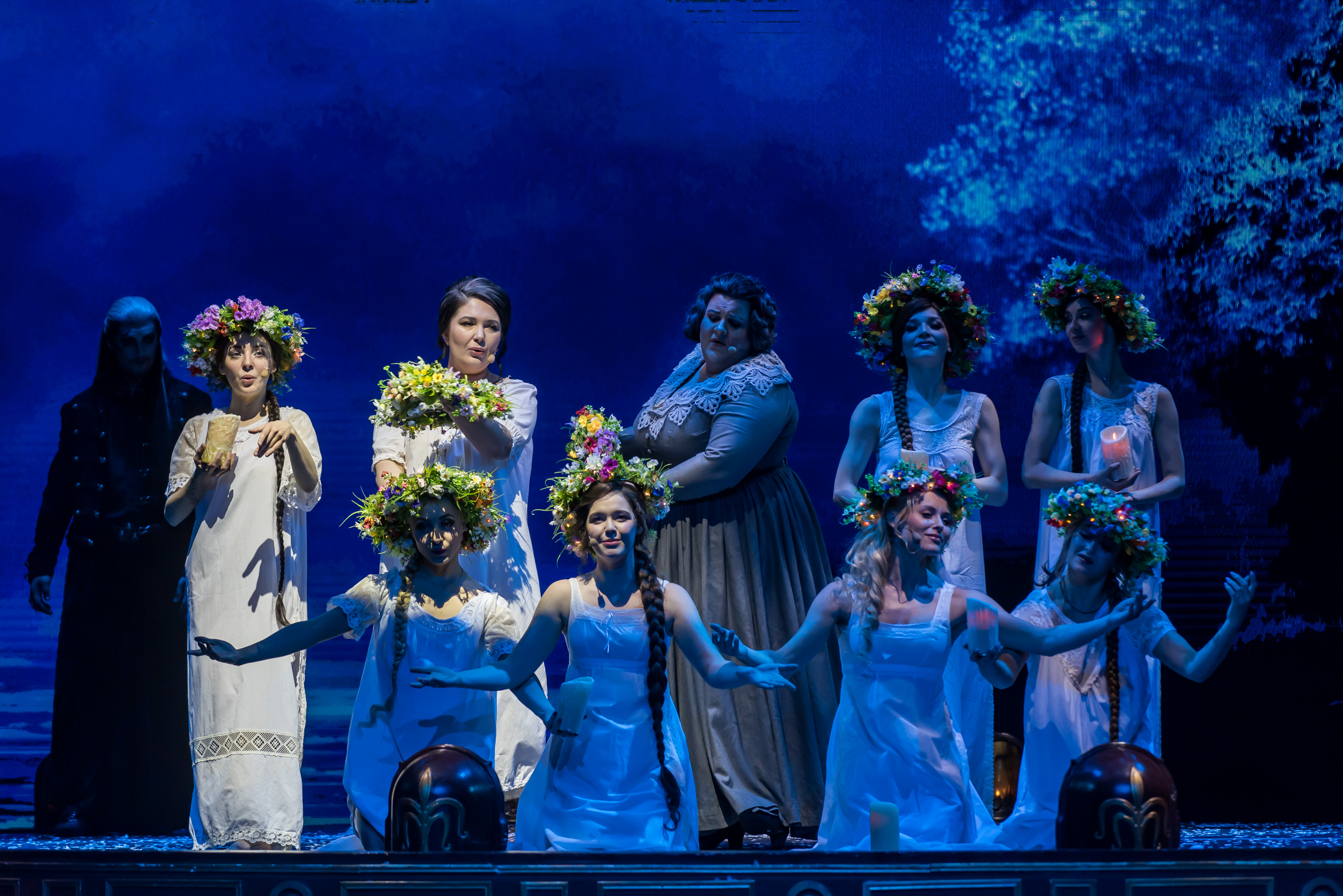

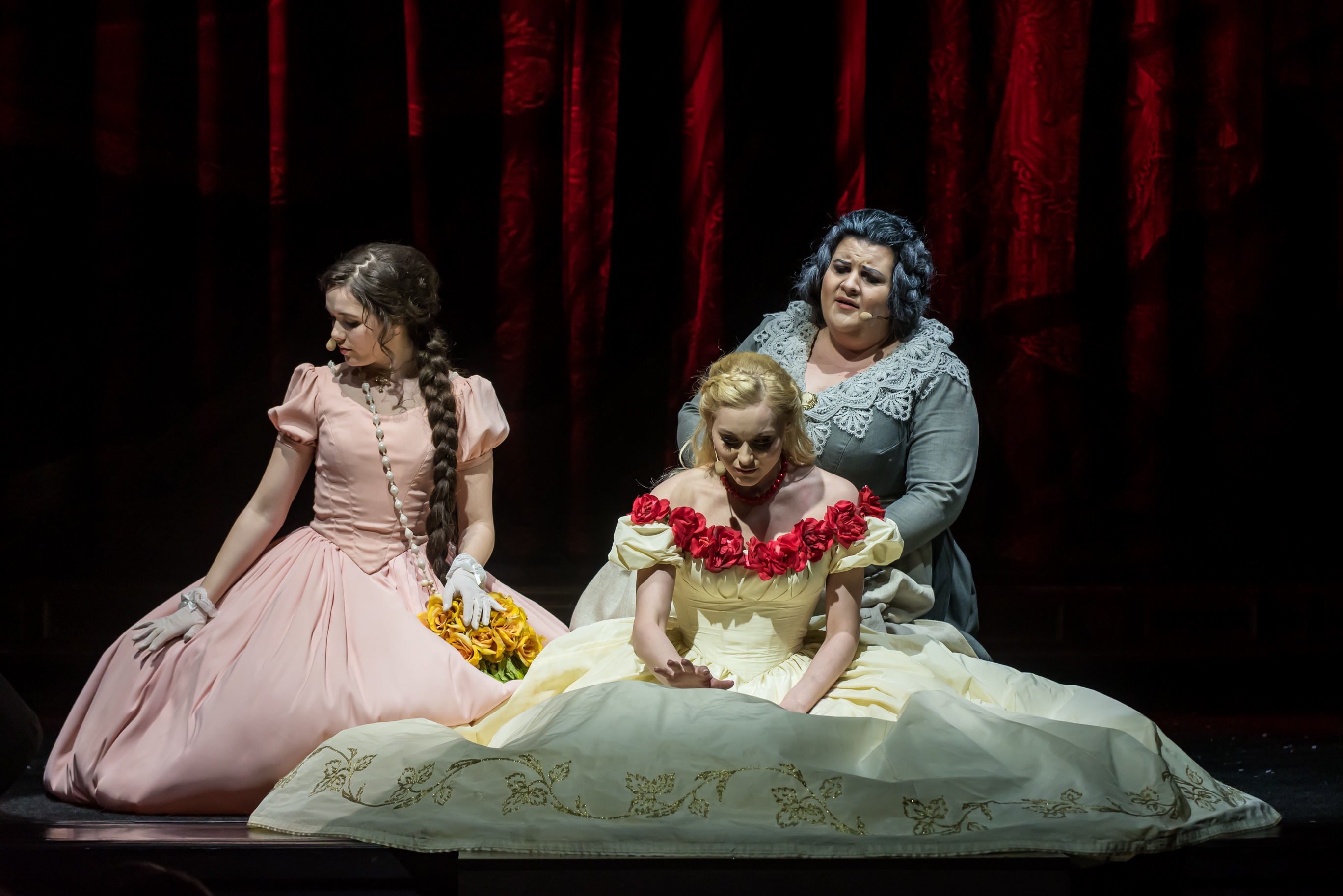

Немощного старика везут на инвалидной коляске две медсестры-француженки. Старик — Евгений Онегин, в финале жизни оказавшийся в доме скорби. Он бредит, ждет какого-то письма, бормочет, что Татьяна любит его. Медсестры делают ему укол — и старик, задремав, во сне слышит голос секунданта той дуэли, которая когда-то разрушила и его жизнь, и жизни тех, кто был ему дорог. Онегин просыпается в ужасе, но и тут нет ему покоя — ему является... Демон. Старик обвиняет его в своих несчастьях: Демон виноват в том, что так сложилась его жизнь! Но все же — почему именно так? Демон открывает занавес, за ним обнаруживаются персонажи из молодости Онегина: вот и молодой Евгений среди представителей петербургской знати. Пусть старик посмотрит на себя, на то, что делал, как жил, и найдет ответ на свой вопрос — почему так сложилась его жизнь?
...Молодого Онегина интересуют лишь красотки из высшего света. Он — коварный соблазнитель, играющий чужими чувствами, и Демон соглашается ему помочь в постижении «науки страсти нежной» — ведь в ней нет ни капли любви («Коварства Бог!»). И даже когда Онегин попадает в долговой капкан — кредиторы грозят ему тюрьмой («Сущие гении», «Просьба») — Демон помогает своему подопечному: Евгений получает завещание, написанное умирающим дядюшкой. Кредиторы сменяют гнев на милость, а Онегин едет к дядюшке, в деревенскую усадьбу.
В тех краях ведет свою неспешную жизнь семейство Лариных. Татьяна — романтичная натура, она изнемогает от предчувствия любви, о которой знает лишь по книжкам («Обольстительный обман»). Её сестра, легкомысленная простушка Ольга, мама, няня и жених Ольги — поэт Владимир Ленский зовут Татьяну в поле — веселиться вместе с деревенскими жителями. Девушки гадают на женихов («Хороводная»), когда проезжающий мимо Онегин сталкивается с Татьяной. Столичный красавец с первого взгляда покоряет сердце неискушенной мечтательницы.
Приехав в свою усадьбу, Евгений мается от нежелания ухаживать за больным дядей — и Демон тут же услужливо убивает дядю своим дыханием. А в это время Татьяна мечтает об Онегине — во время праздника Ивана Купалы («Запев на Ивана Купала», «Куплеты девушек на Ивана Купала»), среди мерцающих огней и плещущихся у воды девушек, ей слышится имя «Онегин…». Он же настроен по-прежнему цинично и, случайно подслушав лирические признания Ленского Ольге («Я пел любовь…»), поучает поэта: «Чем меньше женщину мы любим, тем больше нравимся мы ей». Демон рядом; используя Ленского, он создает ситуацию, в которой поэт приглашает Онегина на день рождения Татьяны.
Татьяна приходит в усадьбу Онегина под предлогом возвращения книги, которую брала у его дядюшки. Евгений обольстителен и галантен, Татьяна робка с ним — но едва остается одна, романтические грезы вспыхивают все ярче. В мечтах она уже сливается с Онегиным в танце, не подозревая, что с ней танцует... сам Демон. Ему все больше нравится девушка — она естественна и простодушна, её иллюзии о любви далеки от реальности; она могла бы стать идеальной добычей для его подопечного. Из омута мечтаний Татьяну выводят мама, няня и Ольга — прибежав в баню, они собираются гадать. Маме так хочется узнать когда и за кого её дочки выйдут замуж? Няня гадает: обе девушки выйдут за военных. Ольга рассержена — она выйдет за Ленского! А Татьяна, взволнованная нежеланной перспективой, решается поведать Онегину о своих чувствах. Она пишет письмо, полное искренности и страсти — «то в вышнем суждено совете, то воля неба — я твоя» («Письмо Татьяны»).

### Акт II

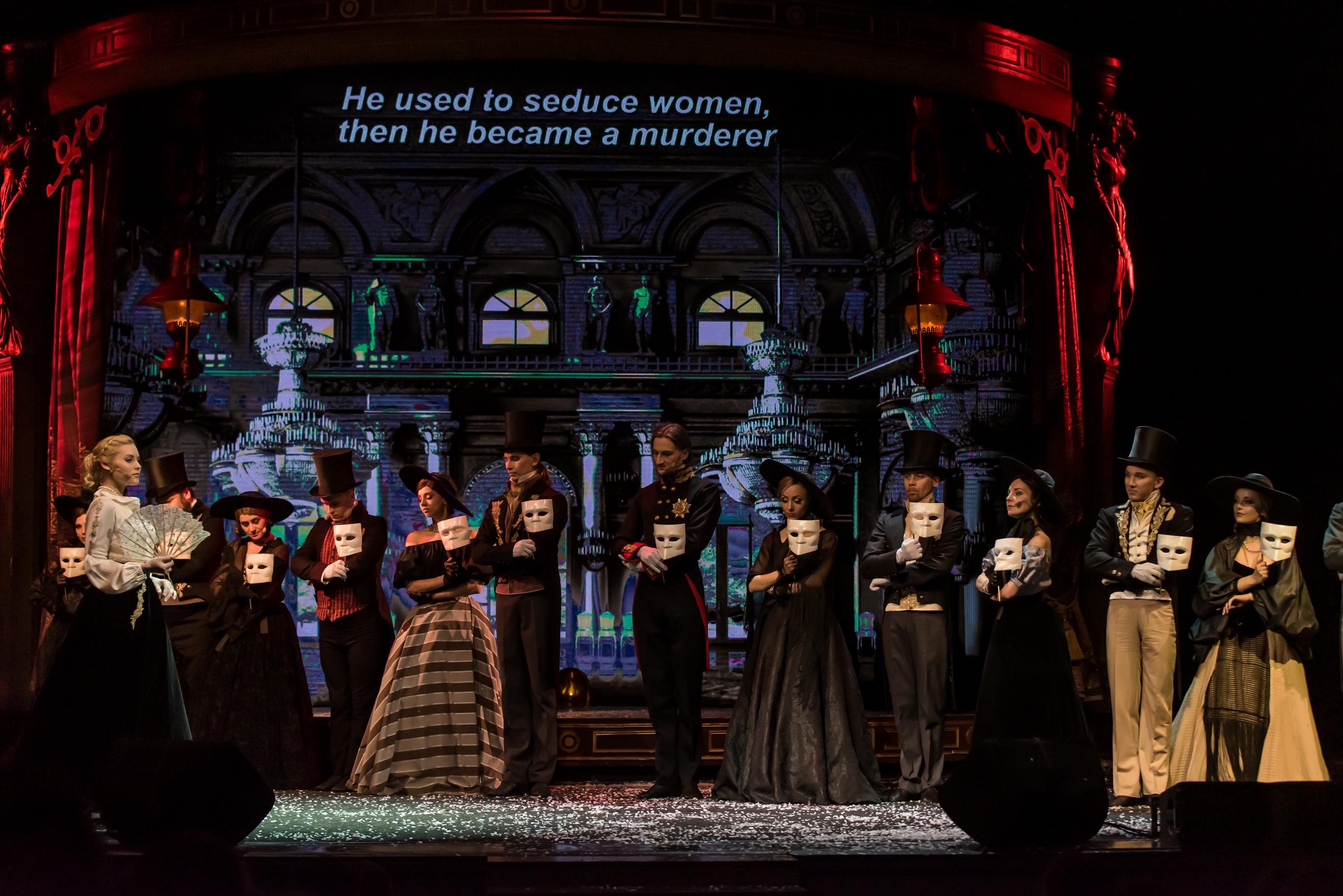

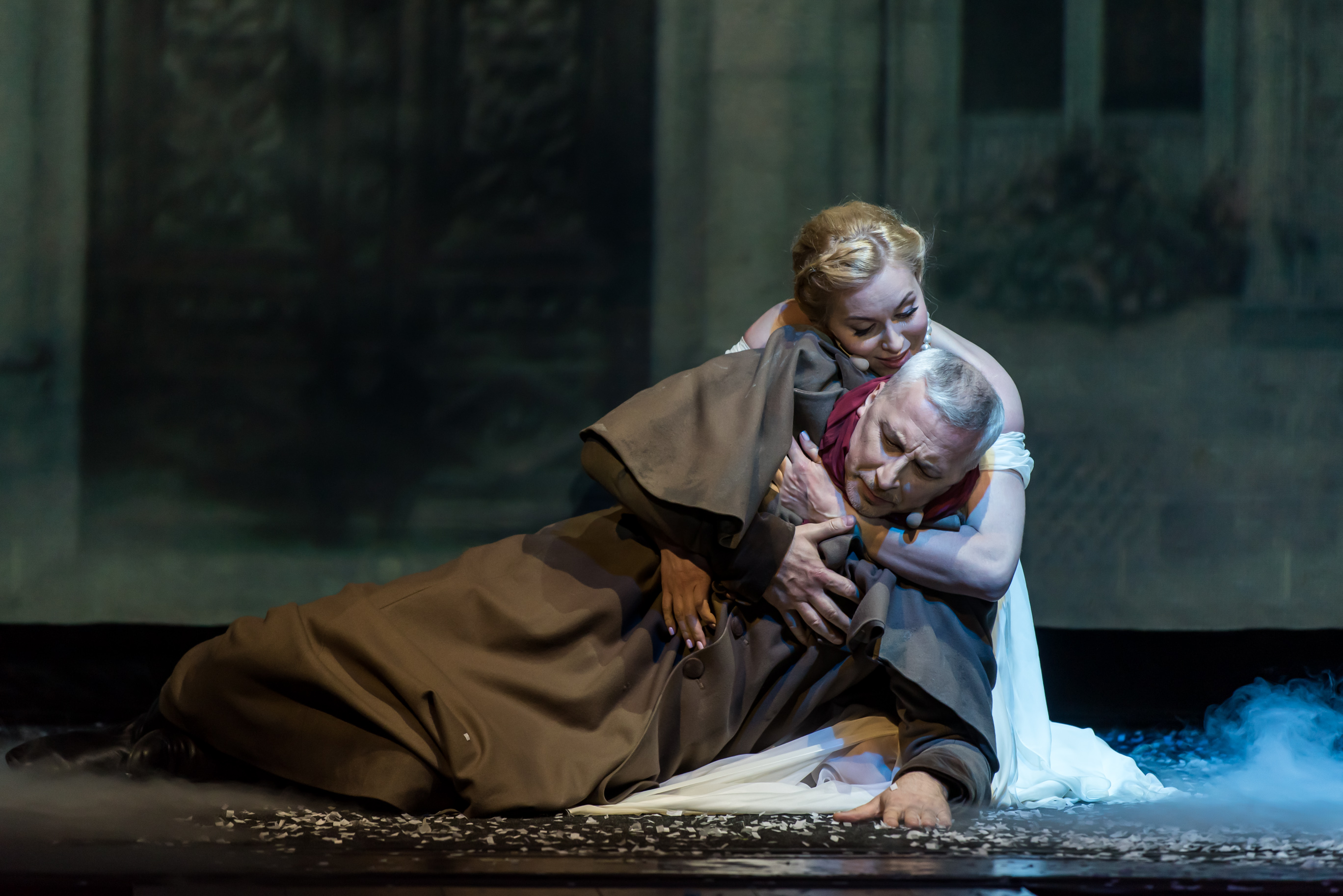

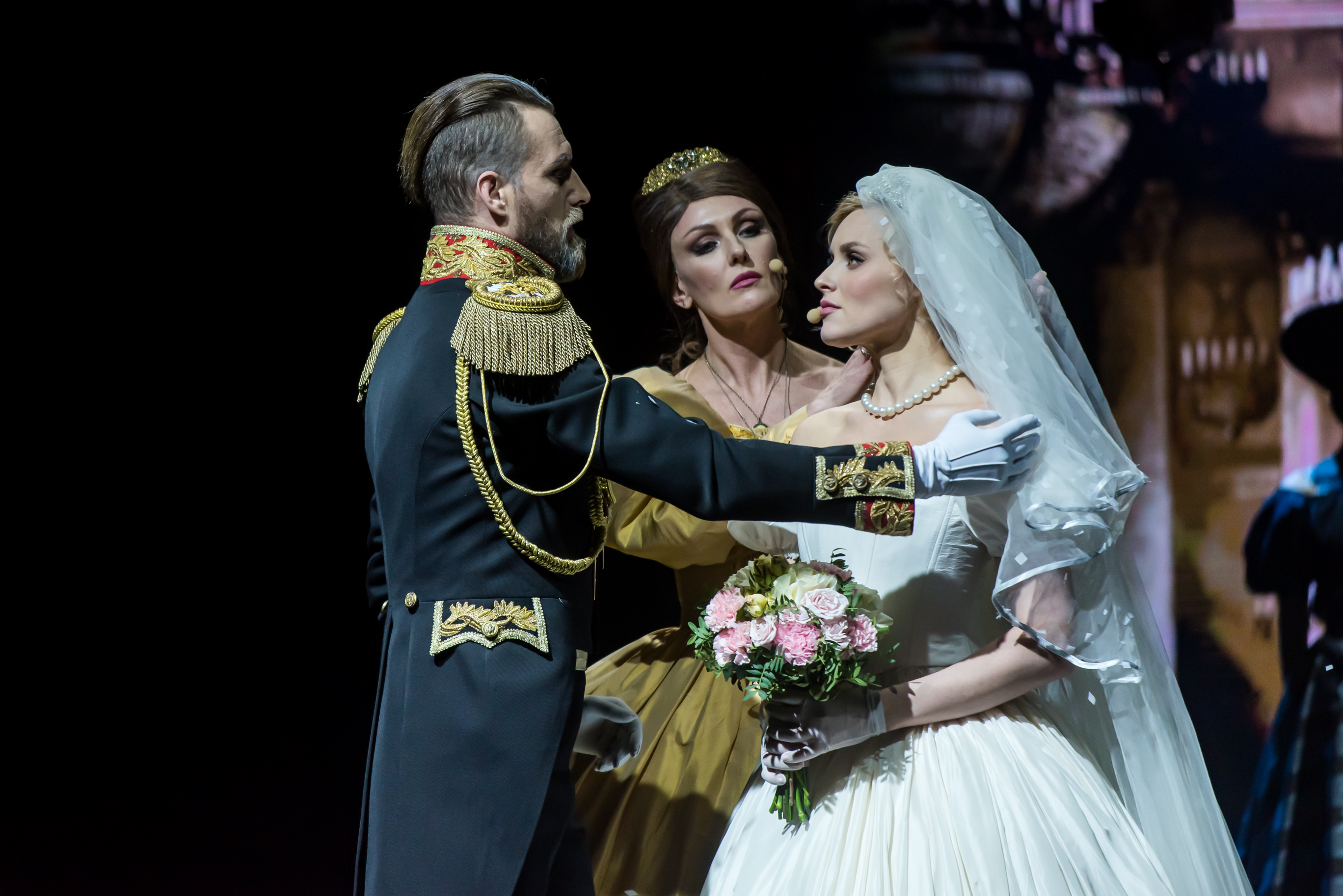

Ночью Татьяне снится страшный сон: она видит Демона в окружении нечисти. Среди бесов появляется Онегин и закалывает Ленского кинжалом («Сон Татьяны»). В шоке Татьяна просыпается. Ни о чём не подозревающие мама, Ольга и няня поздравляют её с днем рождения, дарят новое платье и желают найти свое счастье («С днём рождения»). Няня помогает девушке одеться и рассказывает ей свою историю бракосочетания («Расскажи»). Старушка догадалась, что Татьяна влюбилась. Мать хлопочет о том, чтобы праздник удался («Последние приготовления»), гости съезжаются с подарками, француз месье Трике поет шуточную арию, прославляющую именинницу («Ода Трике»), но Татьяна ждет лишь Евгения. Когда он наконец приходит, от волнения девушка убегает в сад. Тот идет следом, признается, что прочитал письмо, и дает ей холодную отповедь: «Учитесь властвовать собою, к беде неопытность ведет». Демон пытается соединить их, однако Онегин вырывается. Нет, любовь и брак не для него («Отповедь»)! И этим юноша приводит Демона в ярость.
Евгений возвращается к гостям на балу, Демон подталкивает к нему Ольгу; она танцует с Онегиным («Как поцелуй любви мила»), подпадает под его обаяние — и вызывает яростную ревность Ленского («Она — мой свет»). Владимир вызывает друга на дуэль. Демон доволен — так и надо Онегину, вырвавшемуся из-под контроля. Но в этот миг няня поет песню о чертенке, и в этой песне дух узнает себя («Песенка про чертёнка»). Он смотрит на окружающих его людей, и в сердце его пробуждается сочувствие к ним... Демон готов остановить дуэль, забирает перчатку из рук Ленского. Да и Онегин готов к миру — он ничего дурного против Ольги не замышлял. Однако Владимира не утихомирить: он готов драться, считая свою честь оскорбленной («Я верил Вам»). Услышав о дуэли, Татьяна молит Бога: пусть Евгений будет спасен, взамен она готова отдать свою любовь («Молитва»)...
Дуэль. Секундант объявляет правила, противники сходятся («Дуэль»). Выстрел! Ленский падает, сраженный пулей, в тот миг, когда к дуэлянтам подбегает Татьяна, готовая остановить всё. Но Онегину уже не до неё — он кидается к убитому другу в отчаянии; в голове его не укладывается осознание того, что произошло («Как?!»). За этой сценой наблюдает и старый Онегин: только сейчас он понимает, что стал убийцей («Раскаяние»).
Татьяна сообщает Ольге, няне и маме о том, что Ленский убит Евгением. Шок и горе в семействе Лариных... Лишь спустя полгода девушка находит в себе силы навестить пустующую усадьбу Онегина. Сам он после дуэли уехал за границу; за это время Ольга вышла замуж за военного, няня умерла. Татьяна бродит по кабинету, пытаясь понять, кто же тот человек, которого она полюбила — ангел или бес? Демон морочит её, насылая видения из прошлого: вот встреча с Онегиным, вот дуэль, вот предсказание няни о том, что Татьяна выйдет за военного. За военного? «Нет!» — кричит бедняжка, убегая.
Но да. За военного. Вот уже и свадьба её с генералом Греминым в Москве. В это же время Онегин приезжает в столицу («Москва…», «Выход в свет»). На балу он встречает Татьяну и не сразу узнает в статной даме, исполненной достоинства, ту девушку, которую когда-то отверг. Но теперь он не может отвести от неё глаз! Евгений понимает, насколько любит её. Он пишет ей письма («Письмо Онегина»), но они остаются без ответа. Решившись, он идет к Татьяне домой, умоляет о любви. В ответ Татьяна говорит, что по-прежнему любит его, но просит оставить её в покое: она другому отдана и будет век ему верна («Другому отдана»).
Онегин разбит отчаянием. Входит Гремин, готовый увести супругу, но в этот миг Демон словно замораживает всю картину, смотрит на спутника в инвалидной коляске: понял ли тот, почему так сложилась его жизнь? Старик молится, прося Бога о прощении. И благодаря этой молитве Татьяна, выйдя из-под власти Демона, подходит к старику, словно преодолев границы времени и пространства. Её молитва сливается с его; она прощает Евгения и упрашивает Бога простить его и отпустить («Молитва»). Старец встает с коляски, найдя впервые в себе силы на это, и уходит в появившийся светлый луч. Он умирает, обретая освобождение и умиротворение для своей измученной души.

## Персонажи
| Евгений Онегин   | Молодой человек дворянского происхождения. Имеет хорошее образование и манеры. Уехал к дядюшке в деревню, где познакомился с Татьяной Лариной и другими героями мюзикла. |
| Татьяна Ларина   | Юная девушка, книголюб. Влюбляется в Евгения Онегина. Она признаётся ему в своих чувствах, но тот отвергает её, что влечет за собой все дальнейшие события.              |
| Владимир Ленский | Милый и наивный поэт-романтик, жених Ольги Лариной. Сближается с Онегиным, от рук которого погибает на дуэли.                                                            |
| Ольга Ларина     | Младшая сестра Татьяны, весёлая, легкомысленная, энергичная красавица. Искренне влюблена в Ленского.                                                                     |
| Демон            | Альтер эго Евгения Онегина. |
| Прасковья Ларина | Мать Татьяны и Ольги, трудолюбивая и умная сельская помещица-труженица, любящая мать.                                                                                    |
| Няня             | Крепостная женщина средних лет, няня сестёр Лариных, добрая и мягкая. В молодости потеряла маленького сына.                                                              |
| Мсье Трике       | Француз, друг семьи Лариных и учитель Татьяны и Ольги. |

## Актёрский состав
Курсивом отмечены исполнители, в данное время не участвующие в постановке.
| Роль                 | Артисты |
| -------------------- | --- |
| Евгений Онегин       | Кирилл Гордеев, Денис Федоренко, Иван Ожогин, Василий Туркин, Игорь Кроль                                                                        |
| Татьяна Ларина       | Вера Свешникова, Анастасия Макеева, Наталья Мартынова, Юлия Романова, Алина Атласова, Анастасия Вишневская, Евдокия Малевская, Татьяна Куликова  |
| Демон                | Сергей Худяков, Дмитрий Комаров, Олег Габышев, Евгений Чесноков                                                                                  |
| Владимир Ленский     | Антон Авдеев, Вадим Мичман, Игорь Скрипко, Александр Саванец                                                                                     |
| Ольга Ларина         | Дарья Зуева, Анастасия Азеева-Шведова, Наталья Фаерман, Наталья Козырева, Евдокия Малевская, Надежда Кармаева                                    |
| Мама Татьяны и Ольги | Алена Биккулова, Мария Лагацкая-Зимина, Маргарита Колганова                                                                                      |
| Няня                 | Манана Гогитидзе, Наталия Грумад |
| Мсье Трике           | Константин Китанин, Денис Киряков, Александр Кулинкович                                                                                          |
| Пожилой Онегин       | Ярослав Шварёв, Вячеслав Штыпс, Василий Реутов                                                                                                   |
| Демонята             | Зинаида Некрасова, Максим Жилин, Айзин Денис, Евгений Чесноков, Денис Алиев, Кристина Кузьмина, Ольга Павленко, Дмитрий Сошин, Елизавета Иванова |

## Музыка

### Музыкальные номера
| Акт I 1 «Коварства Бог!» — Онегин 2 «Сущие гении» — Онегин и кредиторы 3 «Просьба» — Онегин 4 «Обольстительный обман» — Татьяна 5 «Хороводная» — Ансамбль 6 «Запев на Ивана Купала» — Ансамбль 7 «Куплеты девушек на Ивана Купала» — Ансамбль 8 «Я пел любовь…» — Ленский 9 «Чем меньше женщину мы любим…» — в последних редакциях постановки заменена диалогом Онегина и Ленского 10 «Письмо Татьяны» — Татьяна | Акт II 1 «Сон Татьяны» — Оркестр 2 «С днём рождения» — Мама, Ольга и Няня 3 «Расскажи» — Няня и Татьяна 4 «Ария мамы, Ольги и Няни» — в последних редакциях постановки отсутствует 5 «Последние приготовления» — Мама 6 «Ода Трике» — Трике 7 «Отповедь» — Онегин и Татьяна 8 «Как поцелуй любви мила» — Ольга 9 «Она — мой свет» — Ленский 10 «Песенка про чертёнка» — Няня 11 «Я верил Вам» — Ленский и Онегин 12 «Молитва» — Татьяна 13 «Дуэль» — Ленский 14 «Как?!» — Онегин 15 «Раскаяние» — Онегин и Пожилой Онегин 16 «Москва…» — Онегин 17 «Выход в свет» — Ансамбль 18 «Письмо Онегина» — Онегин 19 «Другому отдана» — Татьяна 20 «Молитва» — Татьяна и Пожилой Онегин 21 «Вместе навсегда» — Все |

### Оркестр
Музыкальный руководитель — Антон Танонов.
Главный дирижёр — Дмитрий Ноздрачёв, дирижёр и хормейстер — Александра Чопик.

## Постановки
| Город (страна)            | Компания     | Театральная площадка            | Дата открытия | Дата закрытия | Кол-во спектаклей   |
| ------------------------- | ------------ | ------------------------------- | ------------- | ------------- | ------------------- |
| Санкт-Петербург* (Россия) | «Makers Lab» | «Мюзик-Холл», «ЛДМ Новая сцена» | 01.10.2015    | в прокате     | 40+ (на 17.05.2016) |

(*) — прокат блочного типа.

## Реакция

### Отзывы критиков
Обозреватель портала «Гид событий» назвал мюзикл вторым рождением русской классики, хорошо отозвавшись о постановке: «Создатели добавили в мюзикл небольшой оттенок пикантности и эротичности, изначально скрытый у великого поэта, и эта откровенность позволила передать истинные эмоции и характер главных героев. <…> Нельзя не отметить и музыкальное сопровождение, написанное композиторами Антоном Таноновым и Глебом Матвейчуком, в удивительной и неповторимой манере, объединившей современный музыкальный стиль с народными напевами и цитатами из оперы Чайковского».
Рецензент «Фонтанки» Михаил Садчиков-младший положительно оценил мюзикл, отметив сценографию и работу Веры Свешниковой: «Органично вписались в спектакль и минималистские декорации — на сцене присутствует некая полусфера, в которой то и дело появляются предметы интерьера из спальни, фонари с улицы или стог сена. А остальную часть „дорисовывает“ компьютерная проекция, находящаяся сзади. Так что из спальни Татьяны, выполненной в пастельных тонах, мы легко и быстро попадаем и на бал с шикарными люстрами, и в русское поле… Вера Свешникова, которая в этом спектакле играет роль Татьяны, со своей ролью справляется на ура. Играя неопытную и юную девушку, она показывает всю гамму чувств — от любви до ненависти и обратно до любви, которую испытывает к Онегину».

### Зрители
Публика мюзикл «Онегин» приняла хорошо. Зрительская оценка на сайте журнала «Афиша» составляет 6,6 звезды из 10 (по данным на 10 мая 2024 года). Представлена всего одна рецензия с негативной оценкой.

## Закрытие и «перезагрузка»
В конце мая 2016 года было объявлено о том, что мюзикл «Онегин» закроется в конце своего премьерного сезона, а осенью зрителями будет представлена обновленная версия спектакля под названием «Демон Онегина».
«Makers Lab» заявила: «Мы, прислушавшись к мнению большинства зрителей, пришли к выводу, что скандальный, мистический, контемпорари-мюзикл удивляет неподготовленную публику. Создатели приняли решение назвать вещи своими именами. И если по сценарию мюзикла Вы встречаете старого, забытого всеми, сошедшего с ума Онегина в доме скорби в Париже, которого терзают воспоминания об ошибках прошлого, то никто иной, как его личное альтер эго, его тёмная сущность, его демон позволяют ему снова увидеть всю свою жизнь… Именно он — Демон Онегина — режиссёр, кукловод этого уникального нового мюзикла.»
В июле на сцене «Мюзик-Холла» прошли заключительные показы «Онегина». Премьера новой постановки прошла 13 октября 2016 года.